# Empoasca ruandae
Empoasca ruandae är en insektsart som beskrevs av Irena Dworakowska 1977. Empoasca ruandae ingår i släktet Empoasca och familjen dvärgstritar.
Artens utbredningsområde är Rwanda. Inga underarter finns listade i Catalogue of Life.